# رودولف كوتورماني
رودولف كوتورماني (بالرومانية: Rudolf Kotormány)‏ (23 يناير 1911 - 2 أغسطس 1983) لاعب كرة قدم روماني راحل كان يجيد اللعب في خط الدفاع.
لعب طوال مسيرته الرياضية في أندية فورتونا تيميشوارا (1922) تشينزول تيميشوارا (1930-1931) ريبنسيا تيميشوارا (1931-1942) سي إف آر تيميشوارا (1946-1947).
مثل منتخب رومانيا في 9 مباريات (1932-1938). شارك مع منتخب رومانيا في بطولة كأس العالم 1934 في إيطاليا حيث خرج من الدور الثمن النهائي.
تولى تدريب أندية سي إف آر تيميشوارا (1946) ميتالول هونيدوارا (1954).

## مسيرته الكروية
لعب رودولف كوتورماني خلال مسيرته الاحترافية مع ناديين في عشرة مواسم وسجل خلالها 11 هدفًا ضمن 150 مباراة. حيث فاز في موسمين بالكأس وفي أربعة مواسم بالدوري.
خاض رودولف كوتورماني مسيرته مع نادي ريبنسيا تيميشوارا في موسم 1932–33 ليلعب معه تسعة مواسم، مشاركًا في 146 مباراة سجل خلالها 11 هدفًا. ثم انتقل إلى طمشوار 1933 ‏ في موسم 1946–47 لمدة موسم واحد، حيث شارك في 4 مباريات ولم يسجل أي هدف.

## وصلات خارجية
- رودولف كوتورماني على موقع قاعدة بيانات كرة القدم.إي يو (الإنجليزية)
- رودولف كوتورماني على موقع ناشيونال فوتبول تيمز (الإنجليزية)
- رودولف كوتورماني على موقع Soccerway.com (الإنجليزية)
- رودولف كوتورماني على موقع عالم كرة القدم.نت (الإنجليزية)

- سيرة ذاتية